# Basilica di San Bartolomeo all'Isola

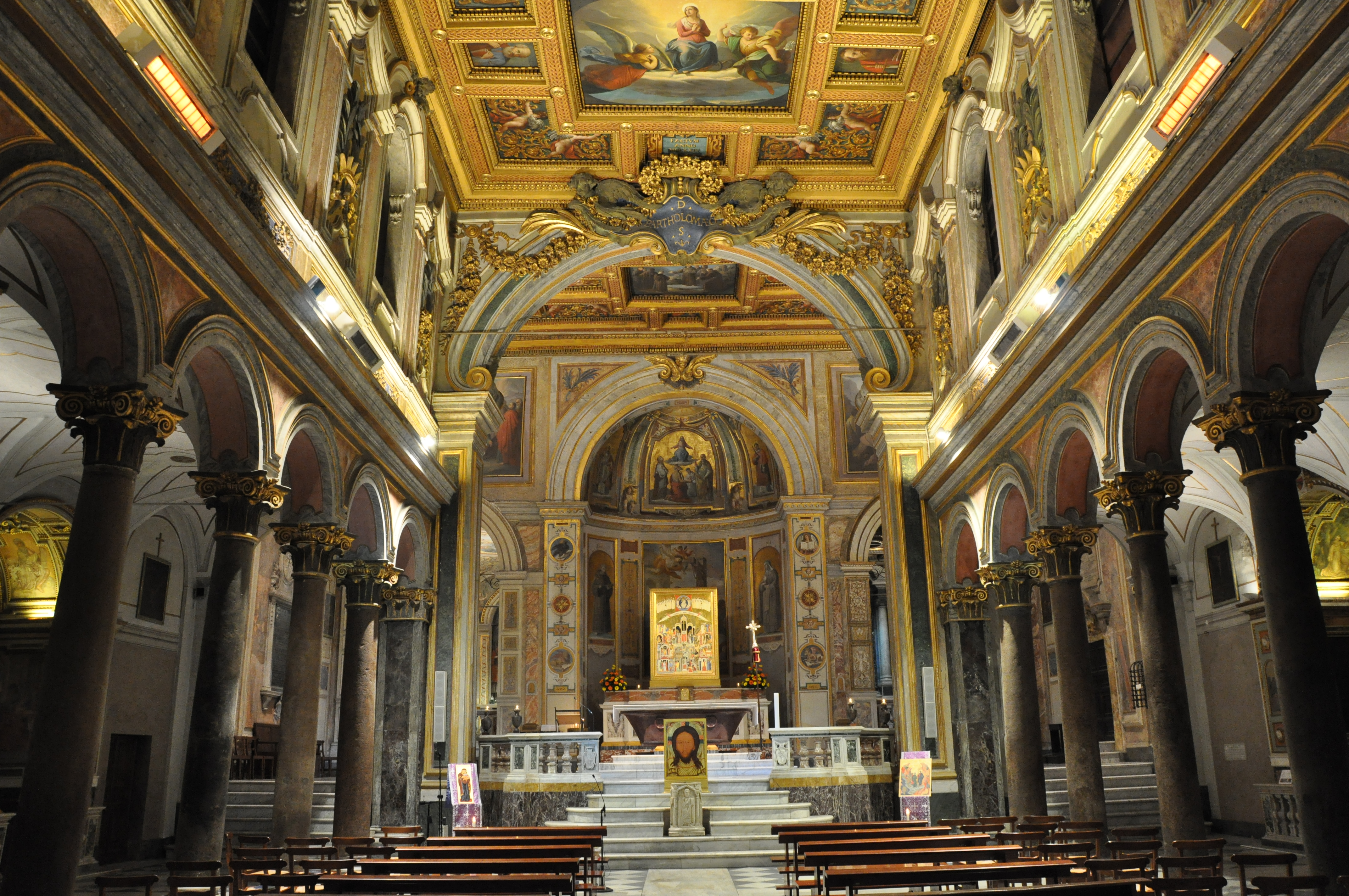
Interno

La basilica di San Bartolomeo all'Isola è un luogo di culto cattolico di Roma; si trova sull'Isola Tiberina, nel rione Ripa.
Costruita nell'anno 998 sull'Isola Tiberina per contenere le reliquie di san Bartolomeo apostolo; ha la dignità di basilica minore. Su di essa insiste l'omonimo titolo cardinalizio.

## Storia e descrizione
L'imperatore Ottone III di Sassonia costruì questa basilica dedicandola al proprio amico, sant'Adalberto di Praga, ma all'arrivo delle reliquie dell'apostolo la basilica cambiò dedica. Le reliquie vennero poste in una vasca collocata sotto l'altare: erano giunte a Benevento dall'Armenia nell'809, e poi spostate dalla città campana a Roma, forse causando l'assedio di Benevento da parte di Ottone contro Pandolfo II. In quell'occasione, secondo le fonti, gli fu consegnato con l'inganno il corpo di san Paolino, vescovo di Nola. L'imperatore cinse nuovamente la città d'assedio riuscendo infine ad espugnarla e prendere le reliquie del santo apostolo (almeno una parte) e fece ritorno a Roma, dove fece edificare una basilica dedicata a San Bartolomeo sull'Isola Tiberina per deporvi i resti. La comunità scientifica, tuttavia, è sempre divisa su quali reliquie dell'apostolo siano effettivamente giunte a Roma e se sia stato l'imperatore Ottone II a ottenerle o, meglio, il successore Ottone III di Sassonia. Se è pur vero che a Roma, infatti, si venerava anche il corpo di San Paolino consegnato con l'inganno dai beneventani e depositato nella basilica dall'imperatore (poi restituito a Nola nel primo Novecento), è pure da notare che tra X e XI secolo il culto dell'apostolo ha in Roma una forte ascesa (segno di un reale arrivo di almeno una porzione delle reliquie) come documentato da numerosi cronisti dell'epoca. Le ricognizioni romane furono eseguite nel 1157 e poi due volte nel XVI secolo, dopo le inondazioni del Tevere.
Nel 1018 la bolla Quoties illa di papa Benedetto VIII riferisce del definitivo trasferimento della cattedrale e dell'episcopio dei vescovi di Porto nella chiesa di san Bartolomeo.
Le spoglie di san Bartolomeo furono trasportate a Roma in un catino che fu trafugato da ignoti nel gennaio 1981 e ritrovato nel maggio 1985. Il catino, in realtà il coperchio di un'antica cista, è ancora esposto alla venerazione dietro una grata.
La basilica fu affidata nel 1993 alla Comunità di Sant'Egidio. A partire dal 1999 si riunì per due anni nei locali della basilica la commissione "Nuovi Martiri", che aveva il compito di indagare sui martiri cristiani del XX secolo. Nell'ottobre del 2002, con una solenne celebrazione ecumenica alla presenza dei cardinali Ruini, Kasper e George, e del patriarca romeno ortodosso Teoctist, è stata posta sull'altare maggiore una grande icona dedicata ai martiri del Novecento; altre memorie di martiri sono collocate nelle cappelline laterali, ognuna dedicata a una situazione storica particolare.
La basilica di San Bartolomeo è oggi luogo memoriale dei "nuovi martiri" del XX secolo. All'interno la basilica ospita le memorie e le reliquie di molti testimoni del nostro tempo, dal vescovo martire Óscar Arnulfo Romero al cardinale Juan Jesús Posadas Ocampo, ucciso dai narcotrafficanti all'aeroporto di Guadalajara, dal pastore evangelico Paul Schneider al contadino Franz Jägerstätter, oppositori del nazismo per obiezione di coscienza e testimonianza di fede, dal monaco e guida spirituale Sofian Boghiu, oppositore del totalitarismo comunista in Romania, a don Andrea Santoro, prete romano ucciso a Trebisonda, come il prete francese André Jarlan in Cile, testimoni del dialogo e dell'amicizia con i più poveri. Nel 1999 Papa Giovanni Paolo II vi istituì la commissione sul tema dei nuovi martiri.
Un affresco con Maria in Trono con il Bambino tra figure di oranti, arte bizantina con chiari influssi romanici, risalente al XII secolo, è riemerso sopra un altare laterale.
Nella cappella dedicata a San Francesco è anche una tela con le Stimmate del Santo, opera del toscano Alberico Carlini da Vellano, che fu ospite nel convento, databile al quarto decennio del Settecento.

## Galleria d'immagini

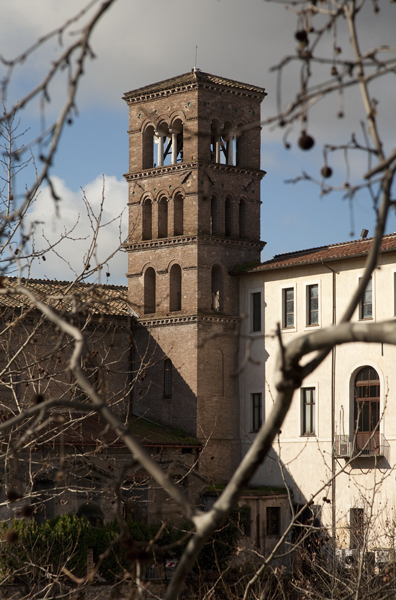
Il campanile
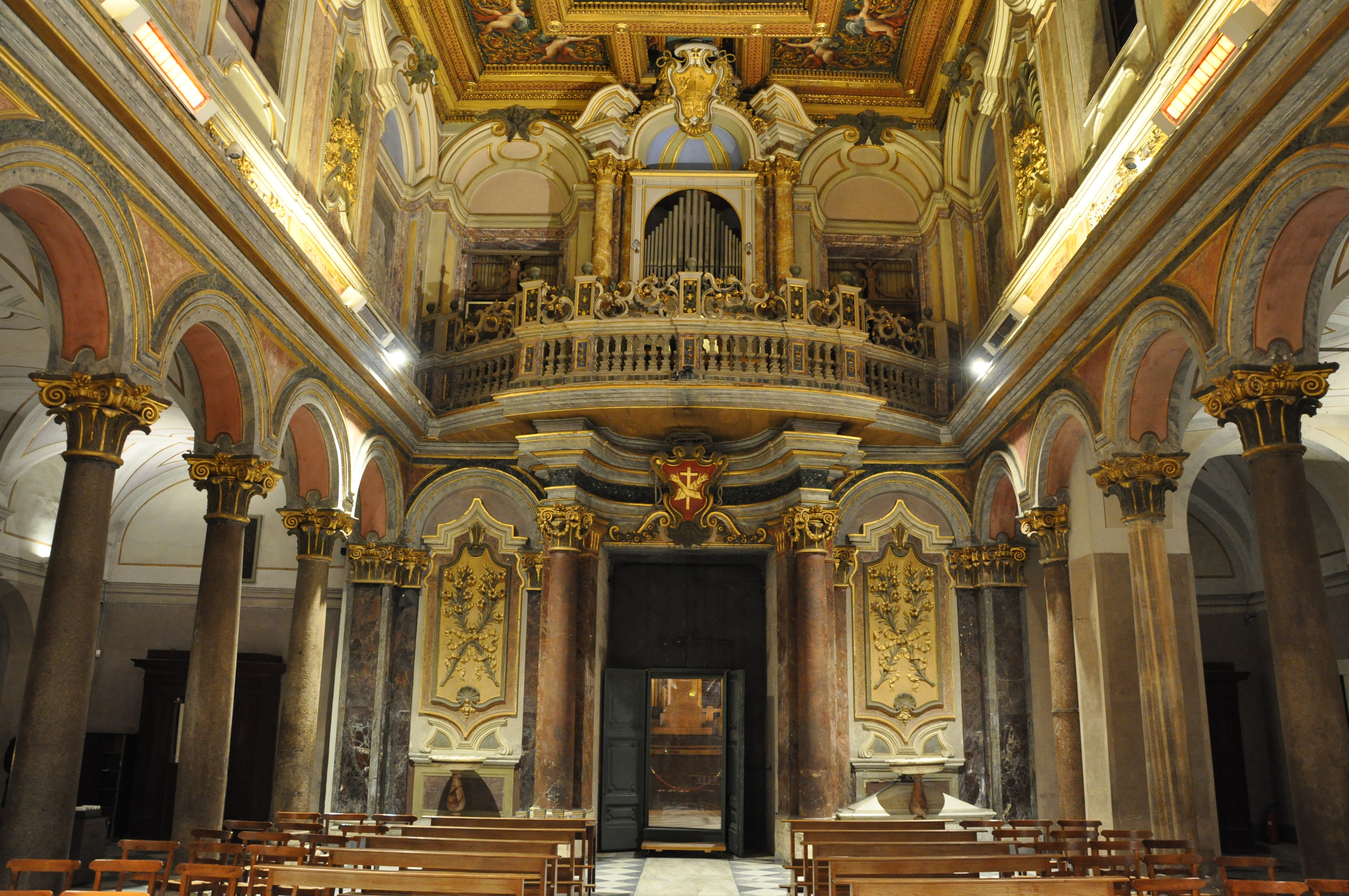
Interno verso la controfacciata
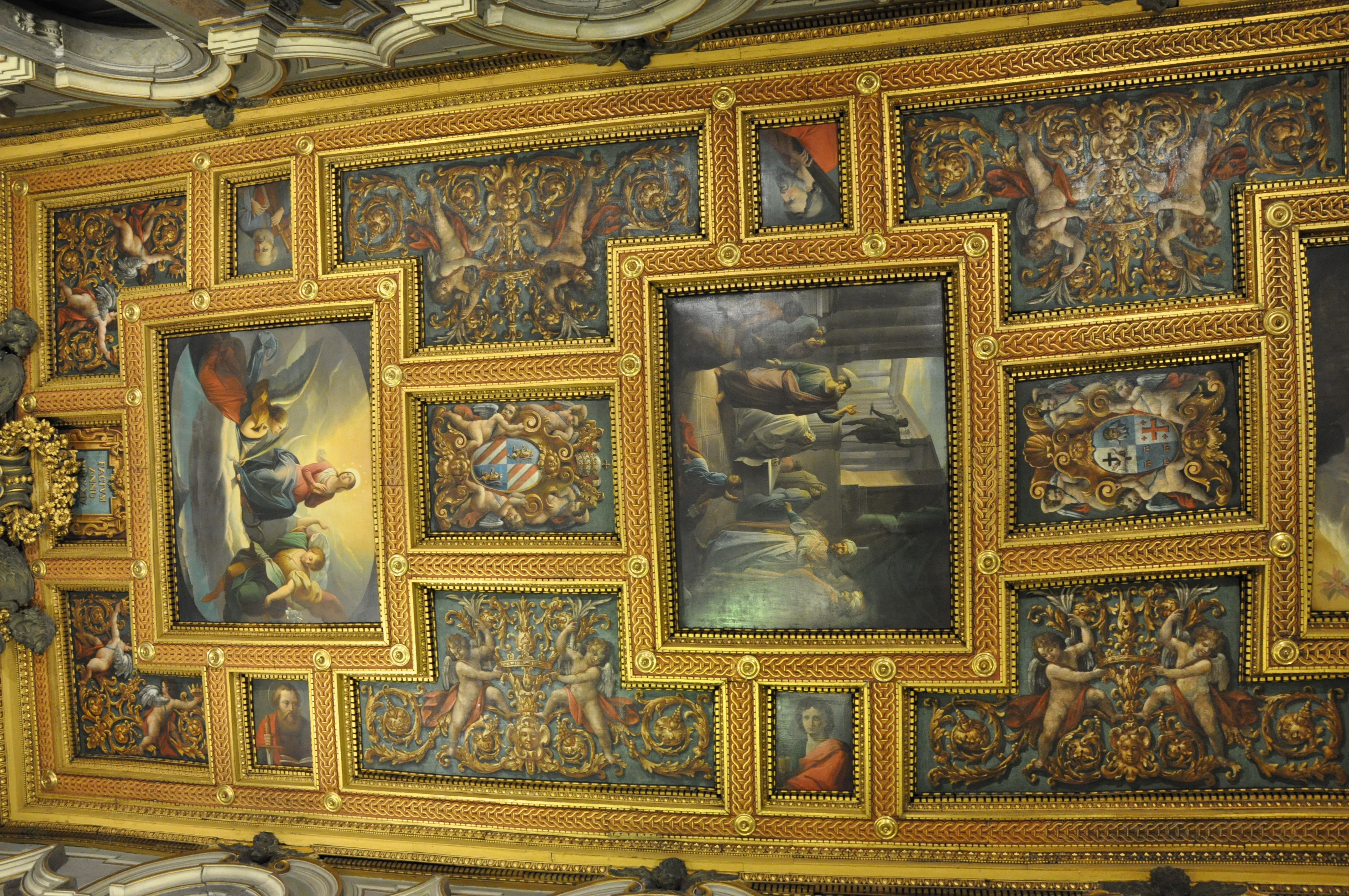
Soffitto della navata centrale
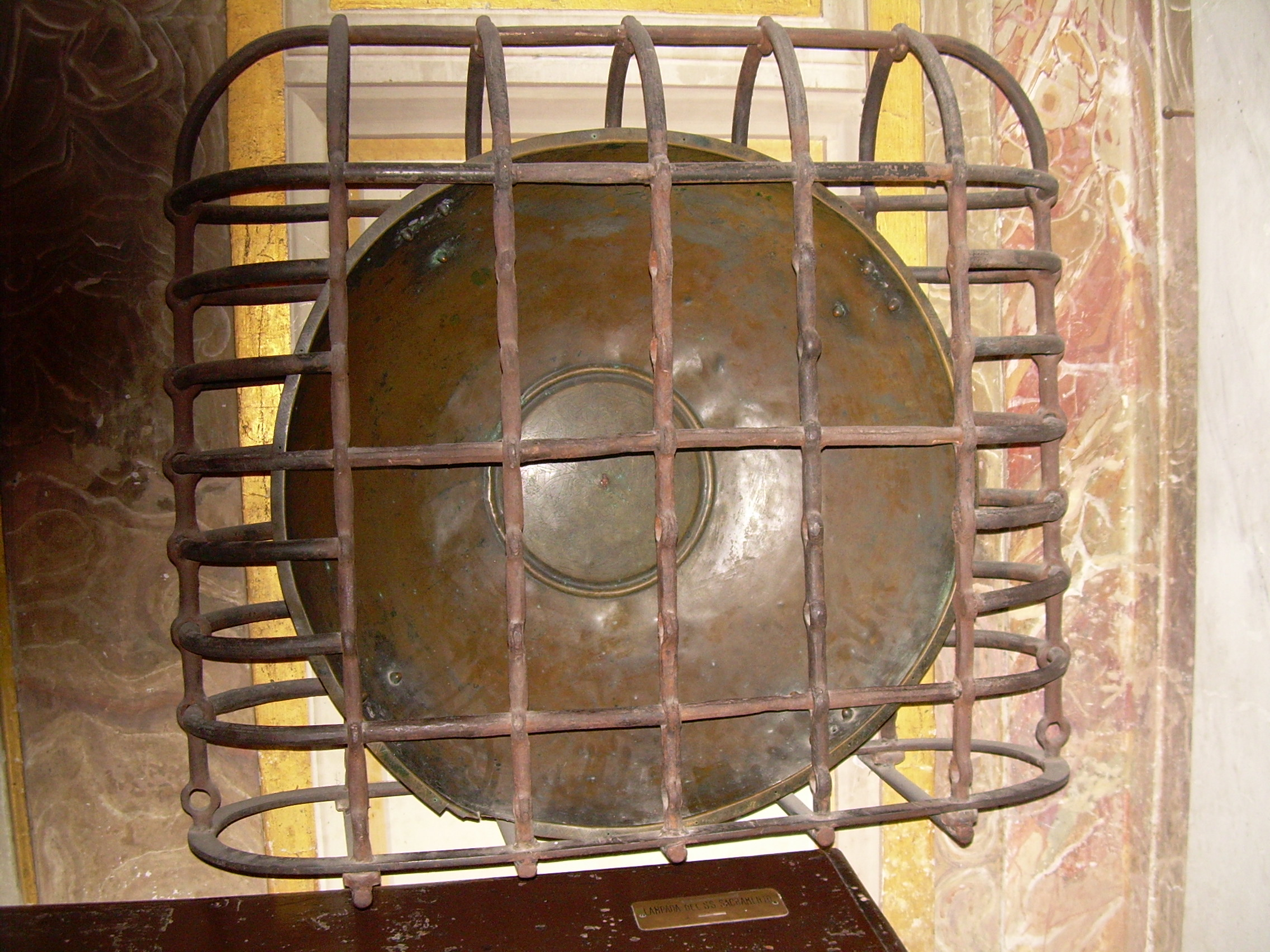
Catino del trasporto delle reliquie di san Bartolomeo